# Val di Romana

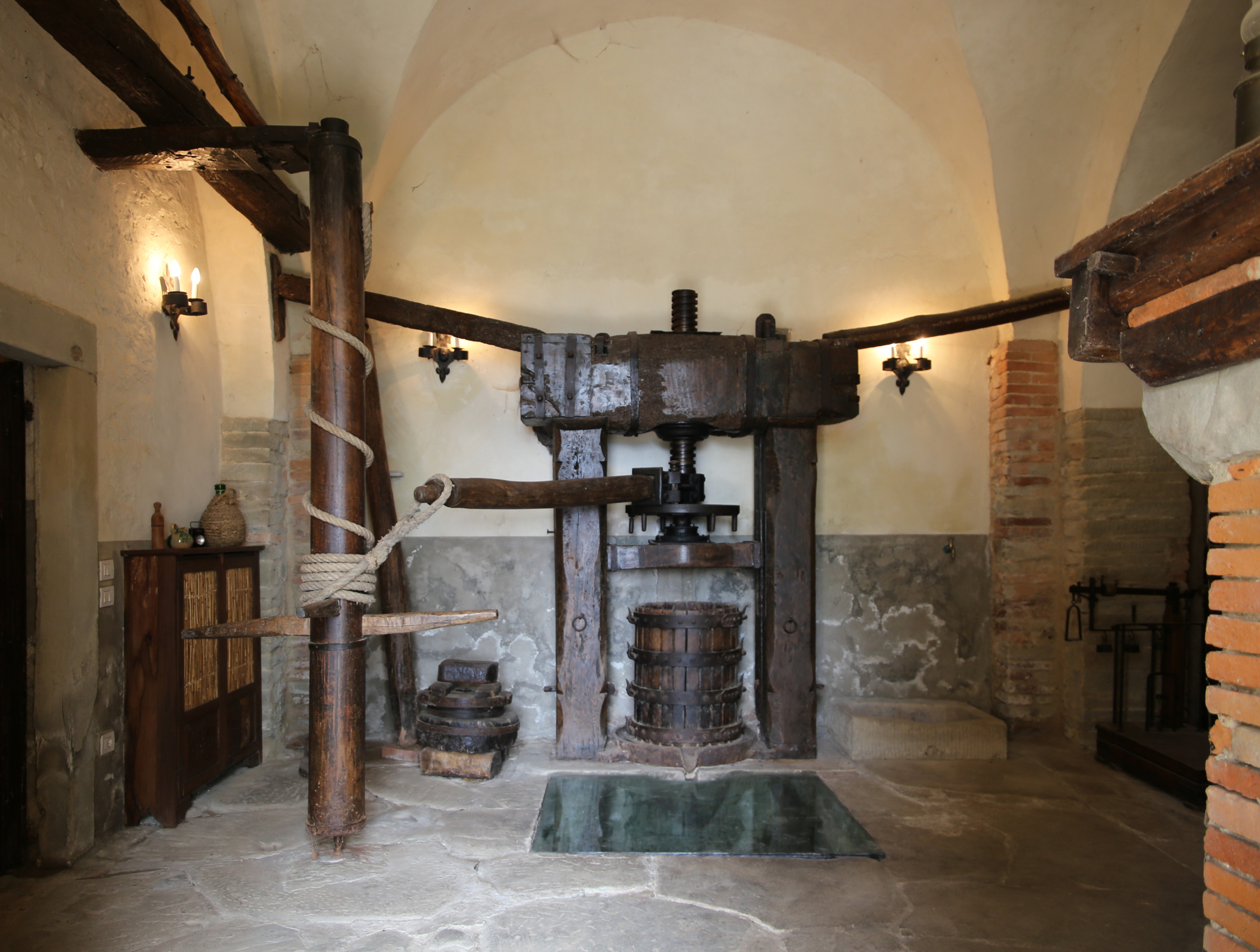
Antico torchio per l'uva

Val di Romana, o semplicemente Val Romana, è un edificio civile di Arezzo, già convento benedettino, situato in località Sargiano n. 40.

## Storia
In un decimario del XIV secolo è ricordata una chiesa di San Michele in località val di Romana, dove da almeno il 1297 esisteva una piccola comunità di quattro eremiti, che si definivano "Fratres de Poenitentia", che in quell'occasione chiesero al vescovo di Arezzo Ildebrandino di Romena dei conti Guidi di aggregare altri cinque religiosi e ottenere l'assistenza spirituale di un sacerdote, venendo accontentati. Probabilmente il nome derivò da una storpiatura di "Romena". Nel 1449 il cenobio e i suoi possedimenti vennero acquistati dalla badia delle Sante Flora e Lucilla e nel 1464 vi si trasferirono le monache aretine per sfuggire alla peste. Nel 1688 si ha un'altra notizia dell'insediamento legata a restauri e a un ripopolamento di ulivi e cipressi. Nel 1725 vennero rifatti la chiesa e il pozzo, fu aggiunta una nuova ala allo stabile e vennero portati aventi nuovi lavori agricoli per le vigne, gli oliveti e gli alberi di mandorlo. Al 1759 risalgono la muraglia a scarpa e il piazzale antistante.
Con la soppressione napoleonica degli ordini religiosi del 1810 il complesso fu tolto ai benedettini (con ultimo atto definitivo nel 1820), e venduto a privati. Il primo proprietario fu Maurizio Sperli Giuliani (le sue iniziali MS si trovano ancora su alcuni pezzi del mobilio), ai cui discendenti seguì dall'anno 1900 Ettore Balbi e sua figlia Bianca, poi maritata all'ufficiale medico Antonio Nuti. Il Balbi prima e il Nuti poi promossero interventi di restauro, sebbene poi nei primi decenni del Novecento l'immobile fu utilizzato solo come casino di caccia, mentre le due case secondarie vennero date a famiglie che si occupavano delle attività agricole. Durante la seconda guerra mondiale tornò ad essere abitata stabilmente, grazie alla sua posizione lontana dalle zone di possibili scontri, e vi fu ospitato un pittore di origine greca, Nicola Sponza, che decorò alcune stanze interne. 
L'ultimo restauro risale agli anni duemila.

## Descrizione
L'edificio principale ha una solida struttura adagiata al pendio del crinale e rinforzata al piano terra da scarpatura. Ha una forma a U, composta da due torrette laterali e un corpo principale, affacciato sul cortile murato e dotato al piano nobile di una loggia, oggi tamponata e trasformata in corridoio di raccordo delle stanze. Al piano terra si trovano le cantine storiche, dotate di un torchio per la spremitura dell'uva, di una macina per l'olio e di un forno. Al piano superiore, che sul retro affaccia direttamente sulla collina e il bosco, si trovano gli ambienti dell'abitazione. Il fondo recintato comprende circa 15 are, di cui dieci occupate da un oliveto biologico, e cinque da bosco.